# らくらくホンIIS
らくらくホン IIS（らくらくホン・ツー・エス）は、富士通製のNTTドコモの第二世代携帯電話 (mova) 端末、mova F671iS（ムーバ・エフ ろく なな いち・アイ・エス）のブランド名である。
らくらくホンII([mova F671i)のマイナーチェンジモデル。
形状はフリップ式から折りたたみ式となった。
機能面では新しく音声認識を搭載し、電話帳やメニューを呼び出すことができるようになった。
mova F671iと同様、iモードには対応しているが、iアプリには対応しない。カメラも搭載していない。

## 歴史
- 2002年6月21日　テレコムエンジニアリングセンターによる技術基準適合証明の工事設計認証（工事設計認証番号01WAA1031）
- 2002年6月28日　電気通信端末機器審査協会による技術基準適合認定の設計認証（設計認証番号A02-0508JP、J02-0072）
- 2002年9月2日　 開発を発表。
- 2002年9月6日　 発売開始
- 2012年3月31日　movaサービス終了により使用はこの日限りとなる。